# Požár nočního klubu v Kočani
Požár nočního klubu v Kočani v Severní Makedonii vypukl 16. března 2025 v hudebním klubu Pulse. Vyžádal si nejméně 62 obětí. Makedonský ministr vnitra Panče Toškovski uvedl, že byl požár způsoben nevhodně použitou pyrotechnikou. Podle makedonského ministerstva zdravotnictví bylo více než 155 osob hospitalizováno v nemocnicích v Kočani, Štipu a Skopji. Jedná se o nejtragičtější požár nočního klubu v historii země a zároveň o nejhorší požár v nočním klubu od požáru v klubu Colectiv v Bukurešti v Rumunsku v roce 2015.

## Požár
Ve 2:35 ráno dne 16. března 2025 se v nočním klubu Pulse ve městě Kočani v Severní Makedonii konal koncert makedonského hip-hopového dua DNK, kterého se zúčastnilo přibližně 500 lidí. Pyrotechnika použitá během vystoupení zapálila hořlavé pěnové izolační desky nad dřevěnými stropními trámy klubu, což vedlo k jejich částečnému zřícení a rychlému rozšíření požáru po objektu. Záznamy pořízené během pyrotechnické show a následného požáru ukazují pokusy o uhašení plamenů – někteří návštěvníci hašení sledovali, zatímco jiní opouštěli klub. Přeživší uvedli, že při útěku k východům vznikla tlačenice, jeden z členů kapely během hašení vyzval dav k evakuaci se slovy: „Všichni ven, vrátíme se.“ K hašení požáru byly povolány také hasičské jednotky z okolních měst.

## Oběti
Úřady převezly desítky zraněných do blízkých nemocnic nejen v Kočani, ale také do měst Štip a hlavního města Skopje. Nejméně jeden organizátor koncertu byl zatčen.
Zemřelo 62 osob ve věku 16 až 48 let. Mezi oběťmi bylo šest nezletilých osob.
Mezi zraněnými bylo 27 osob s vážnými popáleninami, které byly převezeny do nemocnice sv. Nauma Ochridského ve Skopji, 24 na nedalekou kliniku a 18 do Městské všeobecné nemocnice 8. září, přičemž dva z nich byli v kritickém stavu. Kvůli závažnosti zranění způsobených popáleninami a vdechnutím kouře byli někteří pacienti přemístěni na specializovaná oddělení v nemocnicích a klinikách ve Skopji a Štipu. Identifikace mnoha obětí byla obtížná kvůli absenci dokladů totožnosti. 
Mezi oběťmi byl potvrzen Andrej Gjorgieski, jeden ze zpěváků skupiny DNK, fotograf kapely Aleksandar Efremov, doprovodná zpěvačka Sarya Projkovská, bubeník Gjorgji Gjorgiev a hráč na klávesy Filip Stevanovskij. Dva členové kapely dokázali uniknout z klubu, ale zemřeli později odpoledne. Druhý z hlavních zpěváků DNK, Vladimir Blazev, utrpěl popáleniny obličeje a rukou a byl léčen kyslíkovou terapií.
Při požáru zahynul také jeden policista, který byl ve službě a prováděl kontrolu přítomnosti drog a nezletilých osob v klubu. Fotbalista klubu KF Shkupi Andrej Lazarov utrpěl při pokusu o záchranu návštěvníků otravu kouřem a krátce poté zemřel. Den po požáru, 17. března, zemřel na oběhové selhání řidič sanitního vozu z Kočani, který celou noc během požáru rozvážel raněné do nemocnic. 4. dubna se zvýšil počet obětí na 60, poté co zemřel devětadvacetiletý Aleksandar Karadakovski, manažer a barman v klubu Pulse. Léčil se v Litvě s popáleninami na 40 % těla. O tři dny později zemřel v Litvě další pacient, devětadvacetiletý Aleksandar Gavrilovski. V Bělehradě zemřel 17. dubna čtyřiadvacetiletý Stojanche Stefanov.
České ministerstvo zahraničí potvrdilo, že mezi oběťmi ani zraněnými nejsou čeští občané.

## Vyšetřování
Ministr vnitra Panče Toškovski uvedl, že bylo díky požáru vydáno více než 20 zatykačů a již bylo zatčeno 15 podezřelých. Dodal, že provozní licence klubu Pulse byla získána prostřednictvím korupce a úplatkářství. Mezi zadrženými byli majitel nočního klubu Dejan Jovanov – Deko a bývalá státní tajemnice ministerstva hospodářství Razmena Čekić Durovićová poté, co vyšetřovatelé zjistili, že klub fungoval na základě padělané licence podepsané právě Durovićovou.
Budova, ve které se klub nacházel, byla jednopodlažní stavba, která dříve sloužila jako sklad koberců.

## Reakce

### Domácí reakce
Severomakedonský premiér Hristijan Mickoski vyjádřil hluboký zármutek nad tragickým požárem v nočním klubu a uvedl, že ztráta tolika mladých životů je nenahraditelná. Zároveň ujistil, že vláda je plně mobilizována, aby pomohla určit příčinu požáru. Ministr vnitra Toškovski oznámil, že policie zatkla jednoho muže, médiím ale neposkytl další podrobnosti. Později uvedl, že severomakedonské úřady vydaly čtyři zatykače. Prezidentka Gordana Siljanovská-Davková navštívila některé zraněné v nemocnicích a setkala se s jejich příbuznými. Na památku obětí bylo vyhlášeno sedm dní státního smutku.

### Zahraniční reakce
Politici z Evropské unie, Albánie, Ázerbájdžánu, Běloruska, Bosny a Hercegoviny, Bulharska, Černé Hory, České republiky, Gruzie, Chorvatska, Itálie,, Kosova, Litvy, Lotyšska, Moldavska, Polska, Rumunska, Řecka, Slovenska, Slovinska, Srbska, Švédska, Turecka a Ukrajiny vyjádřili soustrast nad ztrátou životů a nabídli podporu severomakedonským úřadům. Kondolenci zaslal také papež František. V sousedním Srbsku byl vyhlášen 18. březen jako den státního smutku.
Severomakedonský ministr zdravotnictví Arben Taravari potvrdil, že země obdržela nabídky pomoci od sousedních států, jako Albánie, Bulharsko, Řecko a Srbsko. Bulharsko do země vyslalo vojenské letadlo Alenia C-27J Spartan, které přepravilo osm nejvážněji zraněných do nemocnic v Sofii a Varně, dalších pět bylo převezeno sanitkami do Sofie a Plovdivu. Tři další oběti byly transportovány do Turecka, tři do Řecka a pět do Srbska. Nizozemská popáleninová centra v Groningenu, Beverwijku a Rotterdamu nabídly poskytnutí lékařské pomoci a zázemí pro zraněné.
Česká republika do země vyslala speciální zdravotnický tým, čítající chirurga, anesteziologa a speciální zdravotní sestry.